# ウラジミール・バテズ
ヴラディミル・バテズ（セルビア語: Владимир Батез、1969年9月7日 - ）は、ノヴィ・サド出身のモンテネグロ の男子バレーボール選手。ポジションはオポジット。元ユーゴスラビア代表。

## 来歴
1990年、ユーゴスラビアリーグのレッドスター・ベオグラードへ入団。1994年から在籍したヴォイヴォディナ・ノヴィサドで2度のリーグ優勝を経験したのち、イタリアへ渡り、セリエAのカターニアへ移籍。セリエAでは10年間で8つのクラブでプレーし、2007年からはセルビアリーグのリブニツァ・クラリェヴォに所属していた。
1990年代のユーゴスラビア代表のオポジットとして活躍し、1996年アトランタオリンピックで銅メダル、1998年世界選手権で銀メダル、2000年シドニーオリンピックで金メダルを獲得した。欧州選手権でも2度表彰台に立った。

## 球歴
- オリンピック - 1996年（銅メダル）、2000年（金メダル）
- 世界選手権 - 1998年（銀メダル）
- 欧州選手権 - 1997年（準優勝）、1999年（3位）

## 所属クラブ
- レッドスター・ベオグラード （1990-1994年）
- ヴォイヴォディナ・ノヴィサド （1994-1996年）
- パッラヴォーロ・カターニア （1996-1997年）
- ナポリ・バレー （1997-1998年）
- バレー・フォルリ （1998-1999年）
- トップ・ラティーナ （1999-2001年）
- VTルーセラーレ （2001-2002年）
- ジョーイア・デル・バレー （2002-2003年）
- 4トッリ・フェラーラ・バレー （2003-2004年）
- カッリポ・ヴィボ・ヴァレンツィア （2004-2005年）
- ジョーイア・デル・バレー （2005-2006年）
- カリアリ・バレー （2006-2007年）
- リブニツァ・クラリェヴォ （2007-2009年）